# Podochileae
Podochileae Pfitzer, 1887 è una tribù di piante appartenente alla famiglia delle Orchidacee (sottofamiglia Epidendroideae).

## Distribuzione e habitat
La tribù è diffusa in Asia tropicale e Australasia; un solo genere (Porpax) è presente in Africa.

## Tassonomia
La tribù comprende i seguenti generi:
- Appendicula Blume (153 spp.)
- Ascidieria Seidenf. (9 spp.)
- Bryobium Lindl. (27 spp.)
- Callostylis Blume (3 spp.)
- Campanulorchis Brieger (4 spp.)
- Ceratostylis Blume (153 spp.)
- Cryptochilus Wall. (8 spp.)
- Dilochiopsis (Hook.f.) Brieger (1 sp.)
- Epiblastus Schltr. (23 spp.)
- Eria Lindl. (51 spp.)
- Mediocalcar J.J.Sm. (16 spp.)
- Mycaranthes Blume (36 spp.)
- Octarrhena Thwaites (51 spp.)
- Oxystophyllum Blume (36 spp.)
- Phreatia Lindl.   (217 spp.)
- Pinalia Lindl. (173 spp.)
- Poaephyllum Ridl. (7 spp.)
- Podochilus Blume (65 spp.)
- Porpax Lindl. (53 spp.)
- Pseuderia Schltr.  (20 spp.)
- Ridleyella Schltr. (1 sp.)
- Thelasis Blume (27 spp.)
- Trichotosia Blume (76 spp.)

È stata proposta una suddivisione in quattro sottotribù (Eriinae, Podochilinae, Thelasiinae e Ridleyellinae) ma le analisi filogenetiche basate sul DNA non hanno fornito nette conferme a questa suddivisione: pur essendo confermata la monofilia delle Thelasiinae, Podochilinae ed Eriinae risultano profondamente interdigitate fra di esse, al punto di rendere difficile una netta demarcazione tra i due raggruppamenti.